# Navas de Jorquera
Navas de Jorquera là một đô thị ở tỉnh Albacete, Tây Ban Nha. Đô thị này nằm ở cộng đồng tự trị Castilla-La Mancha (Tây Ban Nha). Đô thị này cách tỉnh lỵ 35 km. Dân số năm 2008 là 533 người. Diện tích là 42,26 km2. Khu vực này có độ cao 728 m trên mực nước biển.